# Shoku Nihongi
El Shoku Nihongi (続日本紀) és un text japonès encarregat per l'Imperi. Es va acabar l'any 797, és el segon dels Sis relats Nacionals, que provenen directament del Nihon Shoki i són seguits pel Nihon Kōki. Fujiwara no Tsugutada i Sugano no Mamichi van ser els principals editors. És una de les fonts més importants pel coneixment del període Nara.
Aquesta obra cobreix el període de 95 anys que va des de l'inici del regnat de l'Emperador Mommu l'any 697, fins al regnat de l'Emperador Kammu el 791 abastant nou regnats imperials. Es va acabar l'any 797.
Aquest text té 40 volums. Principalment està escrit en kanbun, una forma japonesa del xinès clàssic, com era la norma en els texts japonesos formals d'aquella època. Tanmateix, un gran nombre de "senmyō" 宣命 o "edictes imperials" que conté estan escrits en "senmyō-gaki" el qual conserva partícules i conjugacions verbals fonogràficament.